# Індоктринація

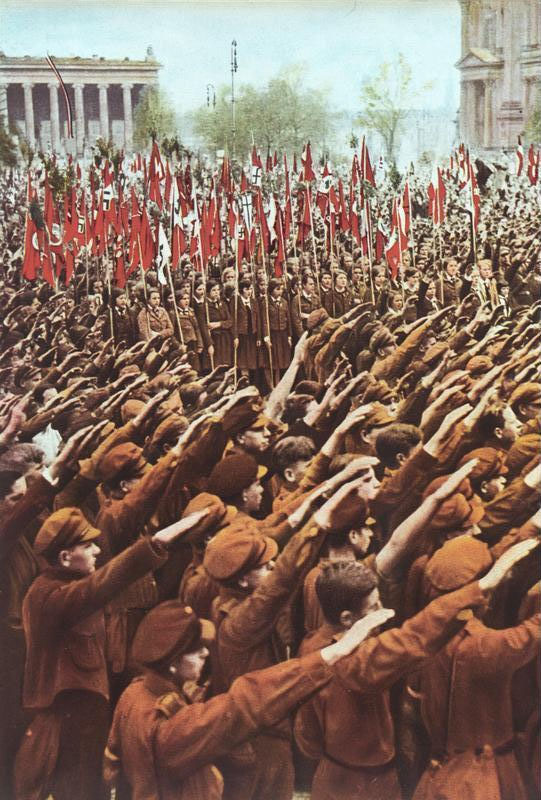
Члени гітлерівської молоді, які виконували нацистський салют на мітингу в Люстгартен у Берліні, 1933 року

Індоктринація  (англ. indoctrination від лат. in — всередину і doctrine — вчення, теорія, доктрина) в системі управління безпекою визначається як первинна інструкція (вказівка), котру дають службовцю перед наданням йому доступу до таємної інформації.
У віросповіданнях індоктринація це підготовка перед доступом до церковних Таїнств, посвяченням в духовний сан (у Церкві), приготування перед отриманням таємних «знань» доступних вибраним (в окультизмі).
В маніпуляційних технологіях індоктринацію визначають як навчання якої-небудь доктрини без залучення критичного сприйняття, себто — «систематичне вивчення спірних ідей».

## Індоктринація суспільства
Вважається, що індоктринація суспільства — це наповнення свідомості широких мас населення вигідними для панівного прошарку змістом масової свідомості в соціальному, ідеологічному, політичному й психологічному плані у формі системи переконань, образів, установок і стереотипів.
Індоктринація суспільства є очевидно відповіддю абсолютизму на гуманізацію суспільства, котра рішуче заперечує усі форми відкритого насильства і примусу. І заміною збанкрутілої пропаганди, котра в доповнені до відкритого примусу таки не змогла, зокрема, утримати СРСР від розпаду.

## Політична індоктринація
У політичному контексті індоктринація часто аналізується як інструмент класової війни, де інститути держави ідентифікуються як «змови» для підтримки статус-кво. Зокрема, державна освітня система, поліція та психіатрична установа є часто цитованим методом суспільного умиротворення. У крайньому випадку, може бути замішана ціла держава. У книзі Джорджа Орвелла «1984» виділяються явні, санкціоновані державою пропагандистські ініціативи тоталітарних режимів. Думки розходяться щодо того, чи є інші форми правління менш доктринерськими, чи просто досягають тих самих цілей за допомогою менш очевидних методів.

## Віросповідна індоктринація
Індоктринація відрізняється від навчання тим, що вона описує об'єкт, виходячи з заданої ним же поняттєвої структури, тоді як навчання покликане розглядати усе безсторонньо, об'єктивно. Хоча в релігії об'єктивність пізнання також забезпечується шляхом обмеження чуттєвості і визнанням незаперечності свободи волі людини (в католицизмі і православ'ї. Тому зазвичай віросповідна індоктринація, як така, здійснюється через окультизм і псевдорелігійні секти, де буяє мила людському серцю чуттєвість, а свобода волі людини подається як вигадка відсталих від життя церковників.
Хоча, з поширенням кризи церковності (кризи Церкви не буває), «кіптява сатани», по вченому індоктринація, вже впевнено проникає і в церкви[джерело?].
Як принизливий термін, індоктринація має на увазі примусове спонукання людей діяти й думати на основі певної ідеології. Деякі світські критики вважають, що всі релігії індоктринують своїх прихильників, як дітей, і звинувачення висувається у випадку релігійного екстремізму. Такі секти, як саєнтологія, використовують особистісні тести та тиск з боку однолітків, щоб індоктринувати нових членів. У деяких релігіях є обряди зобов’язань для дітей віком до 13 років, як-от Бар-міцва, Конфірмація та Січі-Го-Сан. У буддизмі храмових хлопців заохочують слідувати вірі в дитинстві. Деякі критики релігії, такі як Річард Докінз, стверджують, що діти релігійних батьків часто несправедливо виховуються.

## Аналіз
Так чи інакше але індоктринація (маніпуляція індивідом і масами) базується на його чуттєвості і на бажанні «щастя» у земній реальності, шлях до якого ніхто не знає. А ті хто раніше століттями стверджував, вслід за Боецієм, що об'єктивно-реального щастя немає і не може бути в земній реальності (лише у вічності), бо воно це «володіння усім, одночасно і повному обсязі», вже, мабуть, зникли як вид гомосапієнс. Немає вже кому вчити людей що тут, в земній реальності, потрібно змиритися з тим що є реально можливим для кожного, тобто з солодкими миттями радості від «святої буденності» і берегти, як зіницю ока, свою свободу. Адже куди приємніше «годувати» людей солодкими байками про «щасливе майбутнє», як відверто визнати про невідання як осягнути це усіма омріяне «щастя» в земній реальності.
Раніше люди осягали омріяне «щастя» бунтуючись і йдучи шляхом героя, а сьогодні, побачивши усі гіркі невдачі героїв, почали масово йти до своєї мрії через конформізм. Що і створило широкі можливості для панівної меншини (котра сьогодні вже зазвичай є економічною, тому латентною, а не політичною) для індоктринації суспільства. Не випадково ініціаторами усіх кривавих революцій останніх двох століть була панівна в економіці меншина[джерело?], котра таким чином, маніпулюючи свідомістю більшості населення обкраденого тією самою меншиною спрямовувала маси знедолених на барикади революцій, котрі реально звільняли ту меншину від обов'язків перед державою Від перемог тих революцій ці маси простолюду ставали ще біднішими[джерело?], бо об'єм благ, котрі перерозподіляла держава, котрі здебільшого йшли для бідних, ставав закономірно меншим.

## Ресурси інтернету
- Драгалина-Чёрная Е. Г. Парадокс индоктринации:от «языковых игр» к «жизненным мирам» // Електронний журнал «Знание. Понимание. Умение»[ru]. — 2008. — № 1.

- Психология индоктринации А. И. Савенков — доктор психологических наук, профессор кафедры психологии развития МПГУ